# Mecsek
Mecsek är en bergskedja i Ungern. Den ligger i den sydvästra delen av landet, 160 km söder om huvudstaden Budapest. Arean är 500 kvadratkilometer.